# Marisol Escobar
María Sol Escobar, más conocida como Marisol Escobar (París, Francia, 22 de mayo de 1930-Nueva York, Estados Unidos, 30 de abril de 2016), fue una escultora de ascendencia venezolana nacida en Francia. Se destacan sus obras de arte pop. Sus esculturas satíricas inspiradas en la cotidianidad, ocuparon -y ocupan- espacios galerías, ferias y museos como el mueso MoMA y la Sidney Janis Gallery, en Nueva York, y la Bienal de Venecia.

## Biografía
Marisol vivió su niñez entre Francia, Venezuela y Los Ángeles. Cuando tenía 11 años de edad, su madre se suicidó lo cual influyó en su personalidad silenciosa, y en lo parco de su obra. Recibió educación artística desde su niñez en instituciones como la École des Beaux-Arts, de París; la Arts Students League y New School for Social Research, de Nueva York.
En Nueva York tuvo la oportunidad de relacionarse con artistas como Hans Hofmann, Jackson Pollock, Franz Kline y Roy Lichtenstein que le apoyaron en los inicios de su carrera. En 1962 conoció a Andy Warhol en una cena con el también artista Frank Stella.
Marisol aparece en dos películas realizadas por Warhol, El beso y Trece hermosas jóvenes. Una de sus obras más famosas de este período es La fiesta, un conjunto de siluetas tamaño natural en una instalación realizada en la Sidney Janis Gallery. Todas las siluetas o figuras se encuentran departiendo en varias poses. Es curioso observar que Marisol se deshizo de su apellido Escobar para distanciarse de la identidad paterna y para «diferenciarse de la multitud».
Aunque Marisol recorrió varios movimientos artísticos, su estilo siempre ha sido distintivo y único. «No Pop, No Op, es Marisol!» fue la forma en que Grace Glueck tituló su artículo en el New York Times en 1965. El silencio ha sido una parte importante de su obra y vida, puesto que habla lo estrictamente necesario y se dice que en sus obras brinda silencio, «forma y peso». Habla en general poco sobre su carrera, llegando a decir, «Siempre he sido afortunada. A la gente le agradan mis obras».
Su diversidad, su ojo único y su carácter la distinguen de todas las escuelas de pensamiento. A menudo ha incluido rostros de personajes públicos, miembros de su familia y amigos en sus esculturas. En una de sus exposiciones, «Marisol Escobar's ‘The Kennedys’ criticó la imagen de la familia en cuanto a que parecían ser más importantes que la vida misma».
A veces también incluye en sus obras su interpretación del sufrimiento de la condición humana, por ejemplo en Dust Bowl Migrants y Father Damien. Esta última escultura es el elemento destacado en la entrada al Capitolio de Hawái y a la Legislatura Estatal en Honolulu. Una segunda versión de la Father Damien Statue se encuentra en la National Statuary Hall Collection, en el Capitolio de los Estados Unidos. Su respeto por Leonardo da Vinci la llevó a realizar una representación escultórica de La Última Cena y La Virgen, el Niño Jesús y Santa Ana.
En 1968, Marisol representó a Venezuela en la Bienal de Venecia, evento en el que presentó varias esculturas, como su obra Andy y su instalación The Party, una serie de piezas de madera en tamaño real que simulan los personajes de una fiesta, aunque todos tienen su rostro.

## Galardones
- Medalla Páez de las Artes (VAEA, 2016).[8]